# Nicolas-Martin Petit
Nicolas-Martin Petit est un artiste français né en juin 1777 à Paris et mort en 1804. Fils d'un éventailliste et a appris le graphisme dans l'atelier de Jacques Louis David.

## Biographie
Il participa en tant qu'assistant de Charles Alexandre Lesueur au voyage vers les mers du Sud que conduisit Nicolas Baudin entre 1800 et 1803. Pendant cette expédition, qu'il débuta installé dans Le Géographe, il produisit des dessins représentant des Aborigènes d'Australie qui sont aujourd'hui conservés par le muséum d'histoire naturelle du Havre.

## Œuvres
- Naha-Leba, roi de Solor, aquarelle, vente Christie's Londres, 26-27 septembre 2007, lot n° 22, vendue pour 20 900 £, (Estimée 20 000 /30 000 £), cette œuvre provenait de Pierre Bernard Milius, puis, bien plus tard de Peter Shand Kydd (en), beau-père de Diana Spencer.
- Charles-Louis de Saulces de Freycinet, Nicolas-Martin Petit (illustrateur), Voyage de découvertes aux terres Australes, exécuté par ordre de Sa majesté l’Empereur et Roi, Paris : imprimerie impériale, 1807-1816

### Galerie

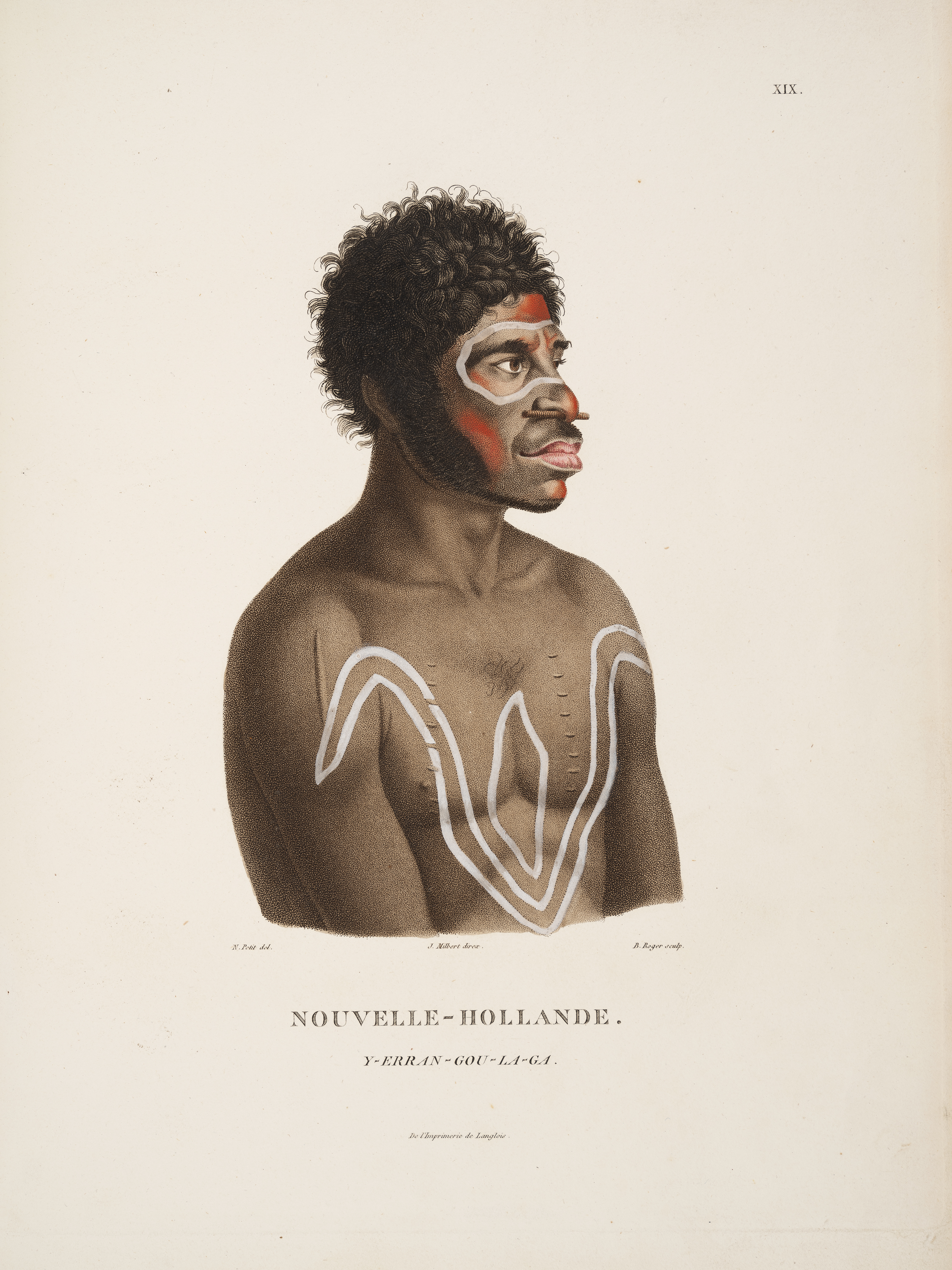
Voyage de découvertes aux terres Australes, exécuté par ordre de Sa majesté l’Empereur et Roi, Paris : imprimerie impériale, 1807-1816, planche XIX.
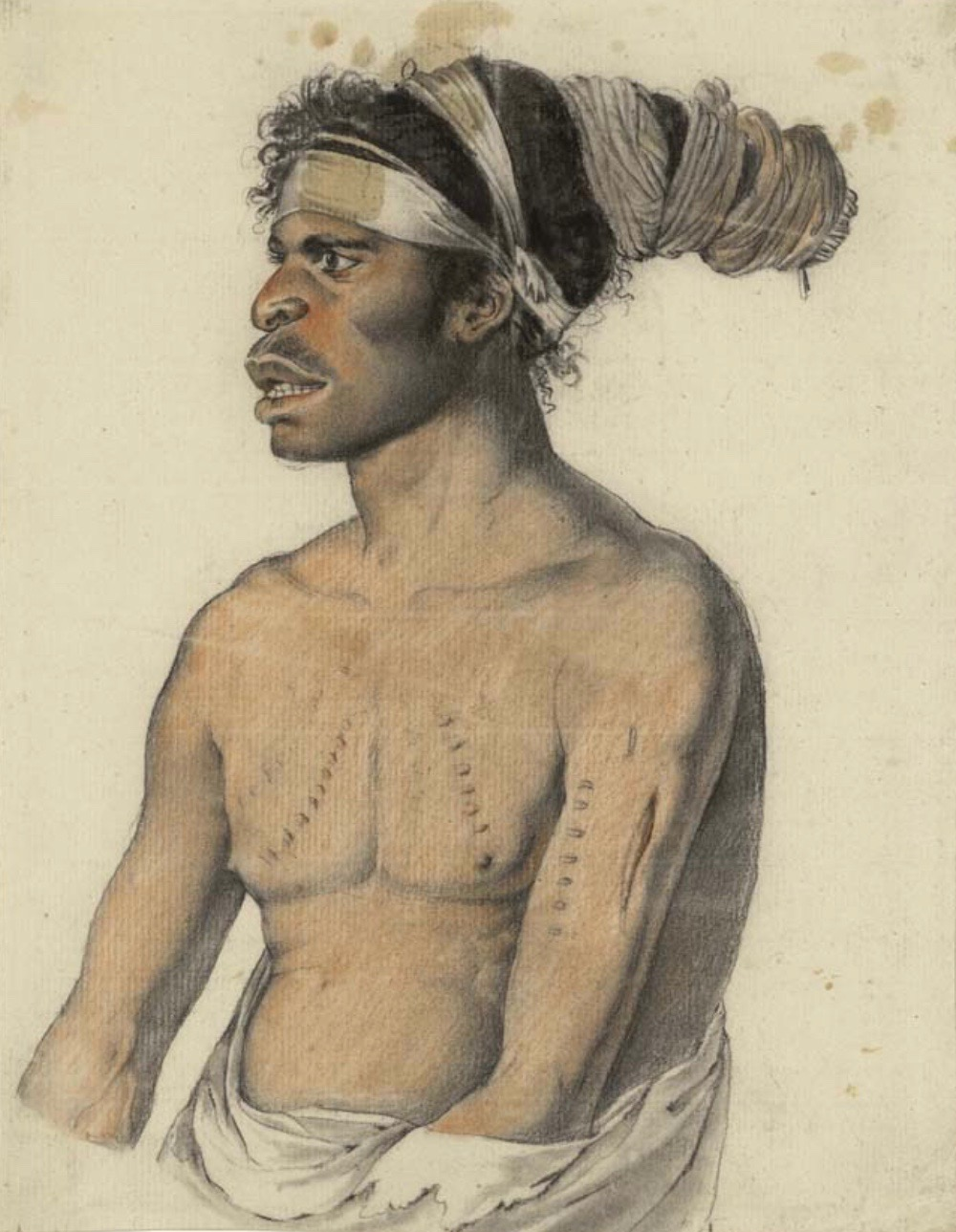
Teilnehmer der Baudin-Expedition nach Australien (1800–1804):  Muséum d’histoire naturelle du Havre
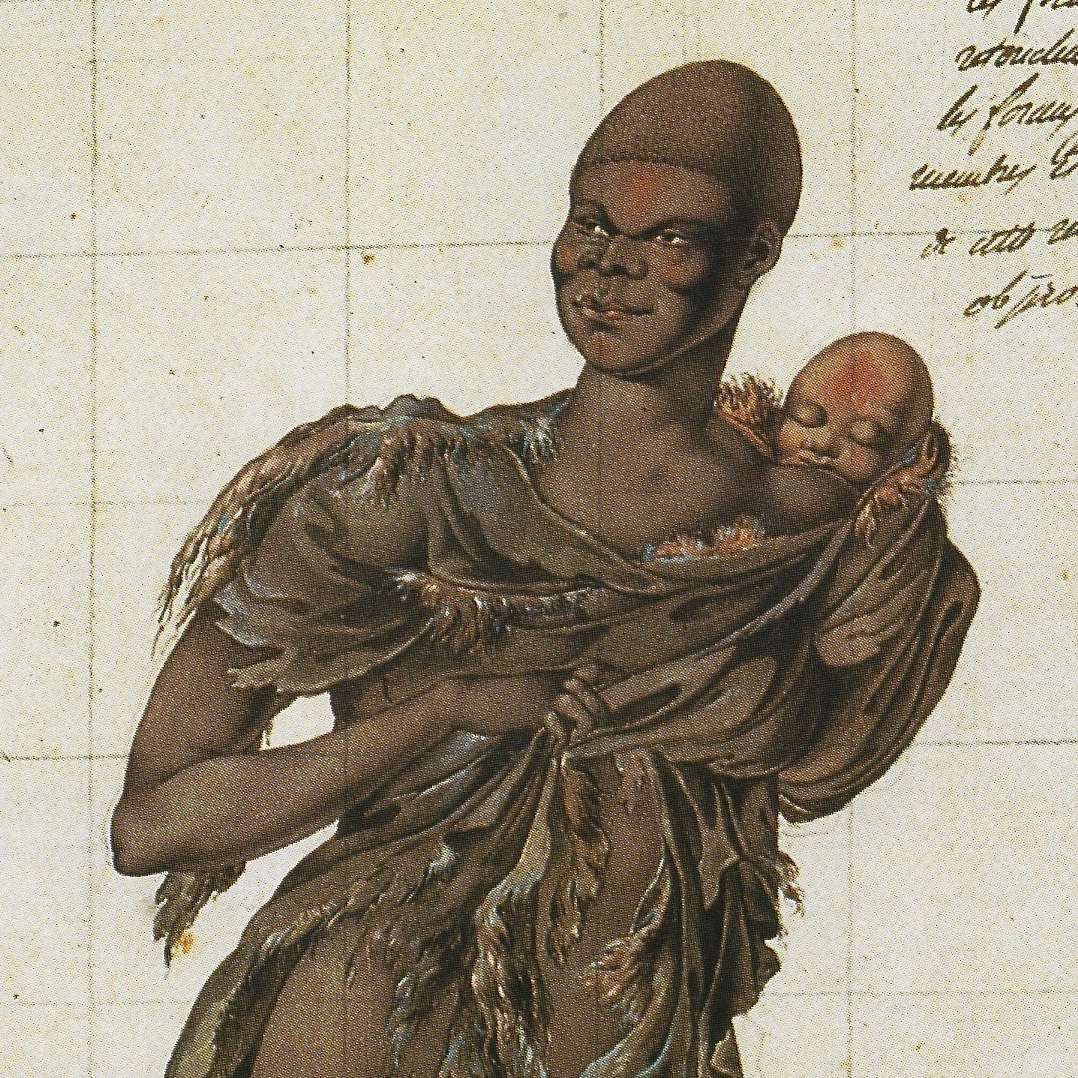
Tasmanierin mit Kind in Känguruhaut (Ausschnitt), Muséum Le Havre, Inv.-Nr. 20022-3
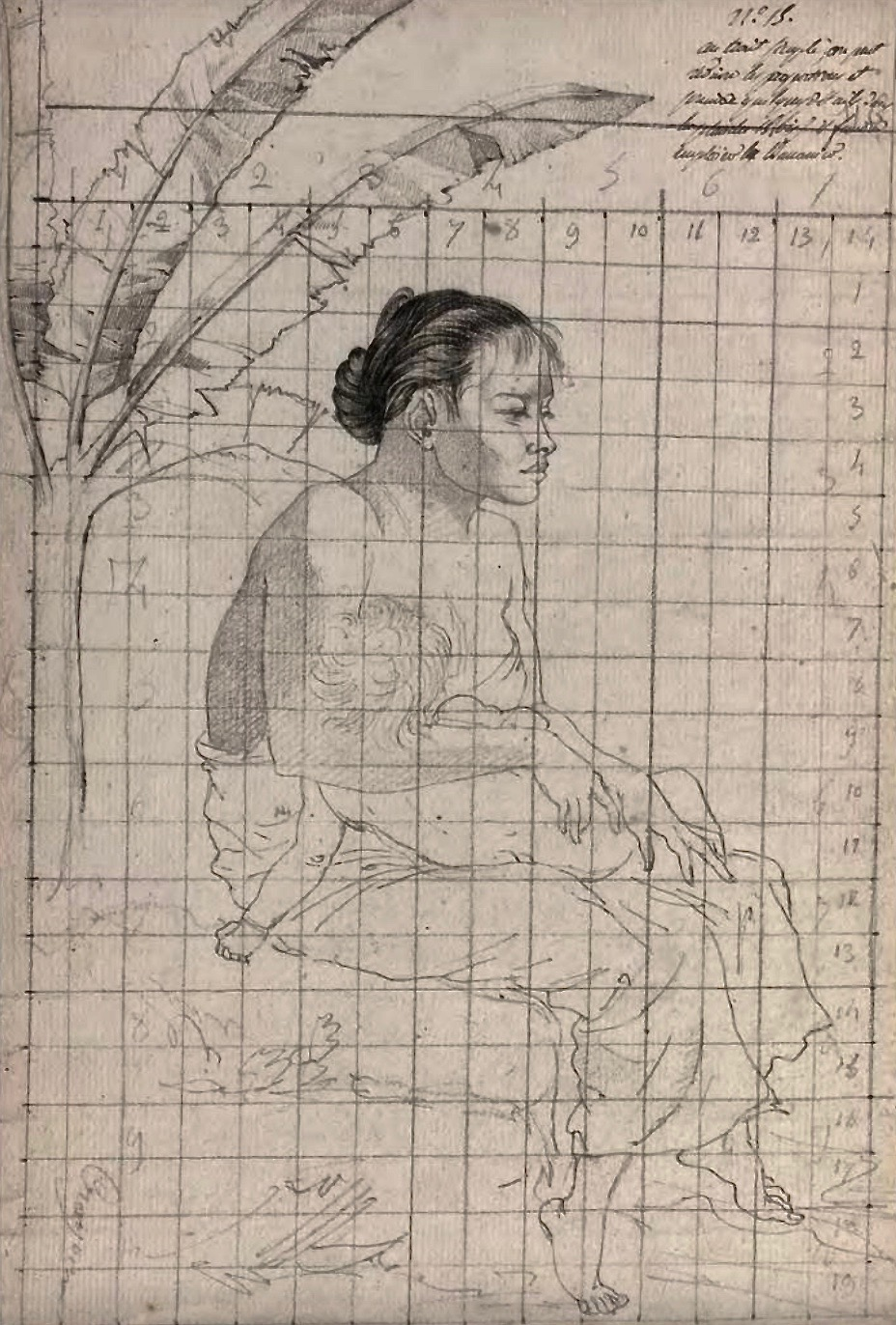
Sitzende Frau mit Kind vor Bananenpalme, Westtimor (Batavische Republik) 1801